# William Auld
William Auld (Erith, 6 novembre 1924 – Dollar, 11 settembre 2006) è stato un poeta, traduttore ed esperantista britannico.
È noto per essere il maggior scrittore esperantista della seconda metà del XX secolo. Egli abbracciò attivamente l'esperanto nel 1947, e nello stesso anno iniziò a pubblicare i propri lavori in questa lingua.
È stato candidato al premio Nobel dal 1999 fino all'anno della morte dall'associazione degli scrittori in esperanto.
Nel 2001 donò la sua vasta collezione di letteratura esperantista alla Biblioteca nazionale scozzese.
Fu vicepresidente dell'Universala Esperanto-Asocio (1977-1980), presidente della Akademio de Esperanto (1979-1983), presidente onorario dell'Esperanta PEN-Centro e membro onorario dell'UEA.

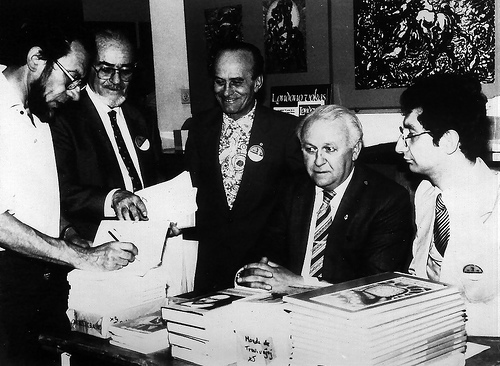
Scrittori in esperanto al Congresso universale di esperanto di Anversa (1982). Da sinistra: Georges Lagrange, Tibor Sekelj, Aldo De Giorgi, William Auld e l'editore Brunetto Casini.

## L'attività letteraria
Le sue prime opere risalgono alla Seconda guerra mondiale. Al suo ritorno in Scozia nel 1947 pubblicò una poesia tradotta in inglese nella seconda edizione della rivista Esperanto en Skotlando.
Auld collaborò con diverse riviste, tra cui Esperanto en Skotlando (1949-1955), "Esperanto" de UEA (1955-1958, 1961-1962), Monda Kulturo (1962-1963), Norda Prismo (1968-1972), La Brita Esperantisto (1973-1999), Fonto (1980-1987), Monato.
Tra le sue opere ricordiamo La Infana Raso (La Razza Infantile) del (1956), poema didascalico in venticinque capitoli tradotto in inglese, francese, olandese, polacco, ungherese, gaelico irlandese, gaelico scozzese, islandese e italiano.
Tradusse, in collaborazione con Christopher Gledhill, che si occupava della prosa, Lo Hobbit.
Pubblicò le sue opere nella rivista Literatura Mondo fino al 1949, anno di chiusura della rivista.
William Auld divenne conosciuto al pubblico internazionale nel 1952, quando pubblicò la raccolta Kvaropo, in collaborazione con John Dinwoodie, John Francis e Reto Rossetti.
Dopo la chiusura di Literatura Mondo, collaborò dal 1955 al 1958 nell'organo ufficiale dell'UEA, la rivista Esperanto e poi tra il 1962 ed il 1963 con Monda Kulturo, e dal 1981 con la rivista letteraria Fonto. Fu anche redattore del periodico Monato dal 1979 al 1998.

## Opere

### Raccolte di poesie
- Kvaropo, insieme a John Dinwoodie, John Francis, Reto Rossetti, 1952
- La infana raso (1956)
- Unufingraj melodioj (1960)
- Humoroj (1969)
- Rimleteroj (con Marjorie Boulton, 1976)
- El unu verda vivo (1978)
- En barko senpilota (Edistudio, 1987)
- Unu el ni (1992)

### Antologie
- Angla antologio 1000-1800 (1957, in qualità di redattore)
- Esperanta antologio (Poemoj 1887-1957) (1958/1984)
- 25 jaroj (1977, in qualità di redattore)
- Skota antologio (codirettore, 1978)
- Sub signo de socia muzo (1987)
- Nova Esperanta Krestomatio (1991)
- Plena poemaro: Miĥalski (red. 1994)
- Tempo fuĝas (Il tempo fugge) (1996)

### Traduzioni

#### Dall'inglese
- La balenodento, di Jack London (1952)
- Epifanio, di William Shakespeare (1977)
- La urbo de terura nokto, di James Thomson (1977)
- Don Johano, Kanto 1, di George Gordon Byron (1979)
- La robaioj de Omar Kajam, di Edward Fitzgerald (1980)
- La sonetoj, di Shakespeare (Edistudio, 1981)
- Fenikso tro ofta, di Christopher Fry (1984)
- Montara vilaĝo, di Chun-chan Je (1984)
- La graveco de la Fideliĝo, di Oscar Wilde (1987)
- La komedio de eraroj, di Shakespeare (con Asen M. Simeonov, 1987)
- Omaĝoj. Poemtradukoj (1987)
- Gazaloj, di HAFEZ (1988)
- Spartako, di Leslie Mitchell (1993)
- La stratoj de Aŝkelono, di Harry Harrison (1994)
- Teri-strato, di Douglas Dunn (1995)
- La kunularo de l' ringo, di J.R.R. Tolkien (1995)
- La du turegoj, di J.R.R. Tolkien (1995)
- La reveno de la reĝo, di J.R.R. Tolkien (1997)
- La ĉashundo de la Baskerviloj, di Arthur Conan Doyle (1998)
- La hobito, di J.R.R. Tolkien (insieme a Christopher Gledhill, 2000)
- Jurgen, di James Branch Cabell (2001)

#### Dallo scozzese
- Kantoj, poemoj kaj satiroj, di Robert Burns (con Reto Rosetti, 1977)

#### Dallo svedese
- Aniaro, di Harry Martinson (con Bertil Nilsson, 1979)

#### In inglese dal ceco attraverso l'esperanto
- Hearing the soul (Ascolto dell'anima), di Věra Ludíková

### Raccolte di canzoni
- Floroj sen kompar' (con Margaret Hill, 1973)
- Kantanta mia bird' (con Margaret Hill, 1973)
- Dum la noktoj (con Margaret e David Hill, 1976)

### Sussidiari
- Esperanto: A New Approach (1965)
- Paŝoj al plena posedo (Heroldo de Esperanto, 1968; Edistudio, 1999)
- A first course in Esperanto (1972)
- Traduku!  (1993)

### Studi
- Bibliografio de tradukoj el la angla lingvo (1996), con E. Grimley Evans)

### Raccolte di saggi
- Facetoj de Esperanto (1976)
- Pri lingvo kaj aliaj artoj (1978)
- Enkonduko en la originalan literaturon de Esperanto (1979)
- Vereco, distro, stilo (1981)
- Kulturo kaj internacia lingvo (1986)
- La fenomeno Esperanto (1988)
- La skota lingvo, hodiaŭ kaj hieraŭ (1988)

### Miscellanea
- Pajleroj kaj stoploj : elektitaj prozaĵoj (1997)
- Lingva Arto. Jubilea libro omaĝe al William Auld kaj Marjorie Boulton. Vilmos Benczik, (1999, red.), Rotterdam: Universala Esperanto-Asocio, 217 p. ISBN 92-9017-064-6